# Саксагліптин
Саксагліптин (англ. Saxagliptin, лат. Saxagliptinum) — таблетований цукрознижуючий лікарський засіб класу гліптинів (інгібіторів дипептидилпептидази-4) для прийому всередину. Початково саксагліптин розроблявся та досліджувався компанією «Bristol-Myers Squibb», з 2007 року дослідженням і маркетингом препарату займається також компанія «AstraZeneca».

## Фармакологічні властивості
Саксагліптин — синтетичний препарат, що відноситься до класу гліптинів. Механізм дії препарату полягає в інгібуванні ферменту дипептидилпептидази-4, який спричинює інактивацію гормонів інкретину GLP1 та GIP, що збільшують біосинтез інсуліну та його секрецію з бета-клітин підшлункової залози, як при нормальному, так і при підвищеному рівні глюкози в крові, та знижує вивільнення антагоніста інсуліну — глюкагону. Все це спричинює зниження рівня глюкози в крові. Препарат застосовується при цукровому діабеті ІІ типу для зниження рівня глюкози в крові разом із дієтою та підвищенням рівня фізичної активності, проте при застосуванні саксагліптину спостерігається збільшення частоти несприятливих серцево-судинних подій.

### Фармакокінетика
Саксагліптин швидко всмоктується після перорального застосування, біодоступність препарату складає близько 67 %. Максимальна концентрація саксагліптину в крові досягається протягом 2 годин після прийому препарату, після всмоктування швидко метаболізується до активного метаболіту, максимальна концентрація якого в крові досягається протягом 4 годин. Саксагліптин погано зв'язується з білками плазми крові. Даних за проникнення препарату через гематоенцефалічний бар'єр, через плацентарний бар'єр, та виділення в грудне молоко людини немає. Метаболізується лінагліптин у незначній кількості в печінці з утворенням неактивних метаболітів. Виводиться препарат із організму переважно із сечею, частково із жовчю, переважно у вигляді метаболітів. Період напіввиведення препарату складає 2,5-3,1 години, та зростає при важких порушеннях функції печінки або нирок.

## Покази до застосування
Саксагліптин застосовують при цукровому діабеті ІІ типу при неефективності дієтотерапії та зниженні маси тіла, як у вигляді монотерапії, так і в комбінації з іншими пероральними цукрознижуючими препаратами.

## Побічна дія
При застосуванні саксагліптину найчастішим побічним ефектом є гіпоглікемія. Іншими побічними ефектами при застосуванні препарату є:
- Алергічні реакції — шкірний висип, свербіж шкіри, кропив'янка, набряк Квінке, бульозний пемфігоїд, анафілактичний шок.
- З боку травної системи — нудота, блювання, біль у животі, панкреатит, запор або діарея.
- З боку нервової системи — головний біль, запаморочення, швидка втомлюваність.
- Інфекційні ускладнення — назофарингіт та інші інфекції верхніх дихальних шляхів, гастроентерит, інфекції сечовивідних шляхів.

Окрім цього, саксагліптин підвищує ризик розвитку несприятливих серцево-судинних подій.

## Протипокази
Саксагліптин протипоказаний при підвищеній чутливості до препарату.

## Форми випуску
Саксагліптин випускається у вигляді таблеток по 0,0025 і 0,005 г, а також у вигляді комбінованого препарату разом із метформіном і дапагліфлозином.